# Природно-заповідний фонд Івано-Франківської області

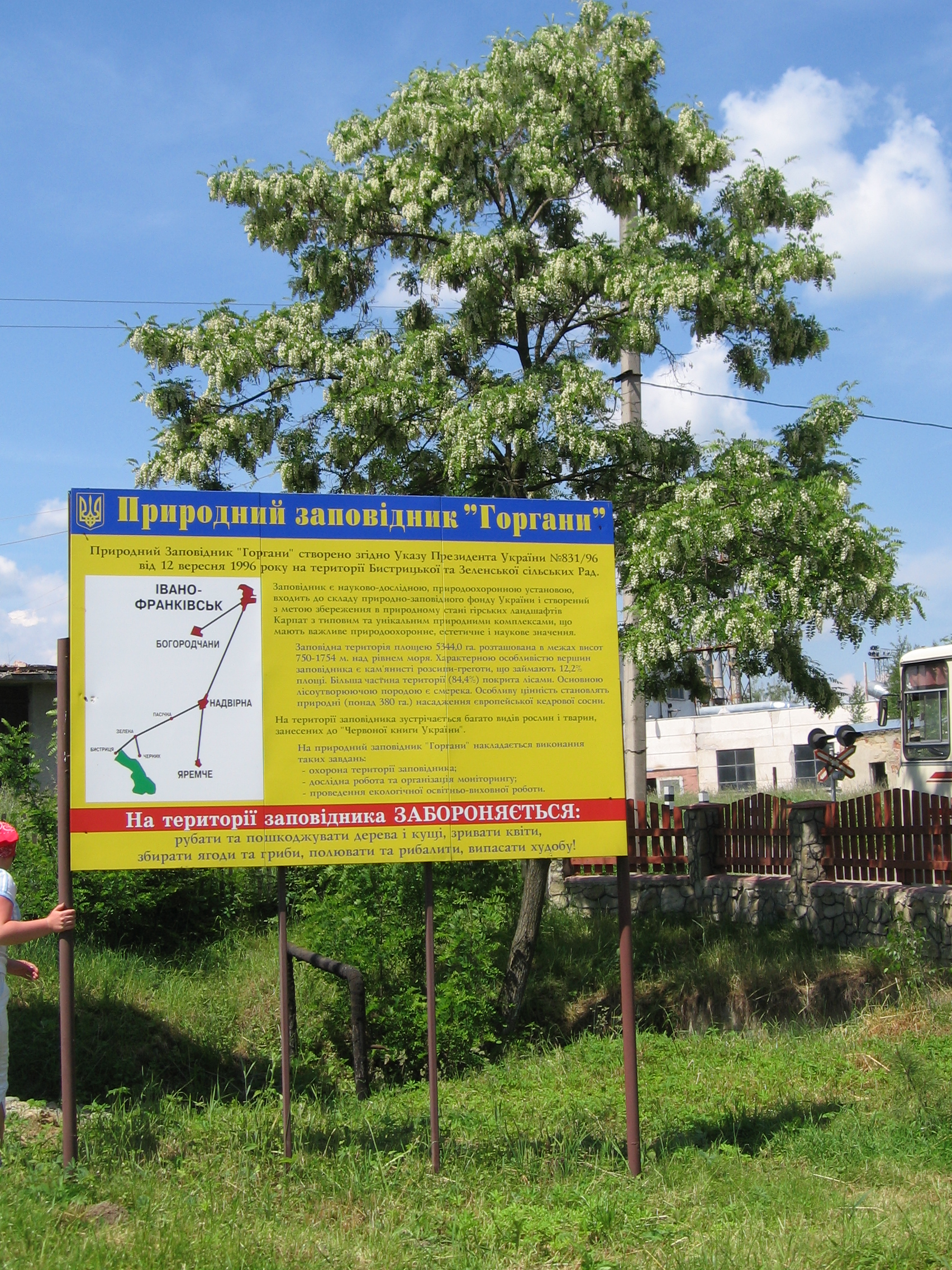
Єдиний природний заповідник Івано-Франківської області — Ґорґани

Для збереження флори і фауни в Івано-Франківській області створено понад 450 одиниць природоохоронних територій. Станом на 1 червня 2016 року в області нараховувалось 456 заповідних територій та об'єктів загальною площею 195 633 га, з них 30 — загальнодержавного значення, площею 108 742 га, а також 426 — місцевого значення, площею 86 890 га. Площа природно-заповідного фонду продовжує зростати завдяки створенню нових природоохоронних територій.

## Список природоохоронних територійзагальнодержавного значення
- Заповідники строгого режиму: 1
  - Біосферні заповідники: немає
  - Природні заповідники
    - Заповідник «Ґорґани»
- Національні парки: 5
  - Карпатський національний природний парк
  - Національний природний парк «Гуцульщина»
  - Галицький національний природний парк
  - Національний природний парк «Синьогора»
  - Верховинський національний природний парк
- Пам'ятки природи: 181
  - ботанічні 
    - Масьок
    - Осій
    - Сокіл
    - Тарниці

  - гідрологічні
    - Висяче
    - Лисок
    - Мшана
    - Ширковець

  - комплексні
    - Верхнє Озерище
    - Скелі Довбуша
    - Касова Гора

  - геологічні
    - Старуня
    - Чортова Гора

  - дендрологічні парки 
    - Високогірний
    - Діброва
    - Дружба
- Заказники: 195
  - ландшафтні
    - Ґрофа (загальнодержавного значення)
    - Джурджійський заказник
    - Козакова Долина (Тисменицький район)
    - Садки

  - лісові
    - Бредулецький заказник

  - ботанічні
    - Кливський заказник
    - Княждвірський заказник
    - Скит-Манявський
    - Тавпиширківський заказник
    - Яйківський заказник

  - загальнозоологічні
  - орнітологічні
    - Пожератульський заказник

  - ентомологічні
  - іхтіологічні
  - гідрологічні
    - Турова Дача

  - загальногеологічні
  - палеонтологічні
  - карстово-спелеологічні